# Werner Machold
Werner Machold (29 de julio de 1913 - 2 de abril de 1968) fue un piloto alemán de Luftwaffe durante la Segunda Guerra Mundial. Voló en más de 250 misiones de combate, en las que sacudió a 32 aeronaves enemigas, lo que hizo de él un as de la aviación. Toda su carrera militar y victorias aéreas tuvieron lugar en el frente occidental.
Falleció el 2 de abril de 1968 por causas desconocidas.